# Чемпионат Югославии по лыжным гонкам 1984
Чемпионат Югославии по лыжным гонкам 1984 года прошёл с 20 по 21 января 1984 года на горе Игман, за три недели до Олимпийских игр. Разыграно 8 комплектов медалей в гонках на 15, 30 и 50 км, эстафете 3х10 км (мужчины), в гонках на 5, 10 и 20 км, эстафете 3х5 км (женщины).

## Медалисты

### Мужчины
|                  | Золото                                | Серебро                                     | Бронза                                       |
| ---------------- | ------------------------------------- | ------------------------------------------- | -------------------------------------------- |
| Гонка на 15 км   | Йоже Клеменчич «Партизан» Дол 44:31   | Душан Джуришич «Мойстрана» 44:36            | Яни Кршинар «Юниор-Олимпия» Любляна 45:30    |
| Гонка на 30 км   | Йоже Клеменчич «Партизан» Дол 1:35:31 | Яни Кршинар «Юниор-Олимпия» Любляна 1:36:23 | Боян Цвайнар «Юниор-Олимпия» Любляна 1:38:39 |
| Гонка на 50 км   | Душан Джуришич «Мойстрана» 2:38:11    | Иво Чарман «Триглав» Крань 2:39:41          | Йоже Клеменчич «Партизан» Дол 2:42:06        |
| Эстафета 3х10 км | «Похорье» Хоче 1:44:22                | «Юниор-Олимпия» Любляна 1:45:24             | «Партизан» Горье 1:45:29                     |

### Женщины
|                 | Золото                                | Серебро                                 | Бронза                                    |
| --------------- | ------------------------------------- | --------------------------------------- | ----------------------------------------- |
| Гонка на 5 км   | Яна Млакар «Краньска-Гора» 18:10      | Андрея Смрекар «Партизан» Дол 18:19     | Метка Муних «Юниор-Олимпия» Любляна 18:46 |
| Гонка на 10 км  | Яна Млакар «Краньска-Гора» 38:40      | Андрея Смрекар «Партизан» Дол 39:30     | Татьяна Смолникар «Камник» 39:58          |
| Гонка на 20 км  | Андрея Смрекар «Партизан» Дол 1:11:18 | Вида Бартончель «Триглав» Крань 1:12:14 | Кармен Райшп «Похорье» Хоче 1:12:30       |
| Эстафета 3х5 км | «Триглав» Крань 1:03:44               | «Похорье» Хоче 1:04:32                  | «Юниор-Олимпия» Любляна 1:05:26           |